# Ngqushwa
Ngqushwa (officieel Ngqushwa Local Municipality) is een gemeente in het Zuid-Afrikaanse district Amatole.
Ngqushwa ligt in de provincie Oost-Kaap en telt 72.190 inwoners.

## Hoofdplaatsen
Het nationaal instituut voor de statistiek, Stats SA, deelt sinds de census 2011 deze gemeente in in 137 zogenaamde hoofdplaatsen (main place):
Amambalu • Barracks • Begha Mouth • Bekruipkop • Bell • Benton • Bhekisi • Bhele • Bodiam • Boxelulu • Celetyuma • Cisira • Craighead • Cwaru • Cwecweni • Dadeni • Damdam • Drayini • Dube • Dubu • Easington • eLalini • eMahlubini • eMakhuzeni • eMazizini • eMxaxa • eNgquthu • Enxuba • ePhole • eQeto • eSigingqini • Fair View • Fallodan • Gcinisa • Glenmore • Grassridge • Gribaltar Rock • Gwabeni • Gwangwa • Hamburg • Hlosini • Horton • Javu • Kalana • Kingslynn • Komkulu • KwaDlova • KwaGwalani • KwaHoyi • KwaJubisa • KwaMadliki • KwaMagosha • KwaMasele • KwaMaxwayana • KwaMvemve • KwaNcwane • KwaNdaba • Kwandwane • KwaNdwanyana • KwaPelisile • KwaPikoli • KwaShushu • KwaThuba • Leqeni • Lewuswood • Lovers Twist • Lower Mgwalana • Lujiko • Luvuyo • Mabongo • Macibi • Magqazeni • Majamanini • Makahlane • Masele • Mavathulana • Maxhegweni • Mgwalana • Moni • Mount Somerset • Mountain View • Mpekweni • Mqwashwini • Msintsini • Mtati • Mtati Siwani • Mtombe • Mtwaku • Mtyinweni • Mtyolo • Ndlambe • Newtondale • Ngqouma • Ngqowa • Ngqushwa NU • Ngqwele • Ngxakaxha • Nobumba • Nonibe • Nqwenerana • Ntilini • Ntloko • Nyanisos • Peddie • Pikoli • Posini • Prudhoe • Qamini • Qamnyana • Qaukeni • Qolweni • Qugqwala • Rhode • Rietfontein • Ripplemead • Runletts • Rura • Shushu • Tafeni • Tamara • Tapushe • Tharfield • Themba • Tildini • Twecu • Tyata • Tyeni • Tyityaba • Upper Mtombe • Wakefield • Weltevrede • Wesley • Woodlands • Wooldridge • Xengxe • Xidolo • Zweledinga.